# 温州城墙

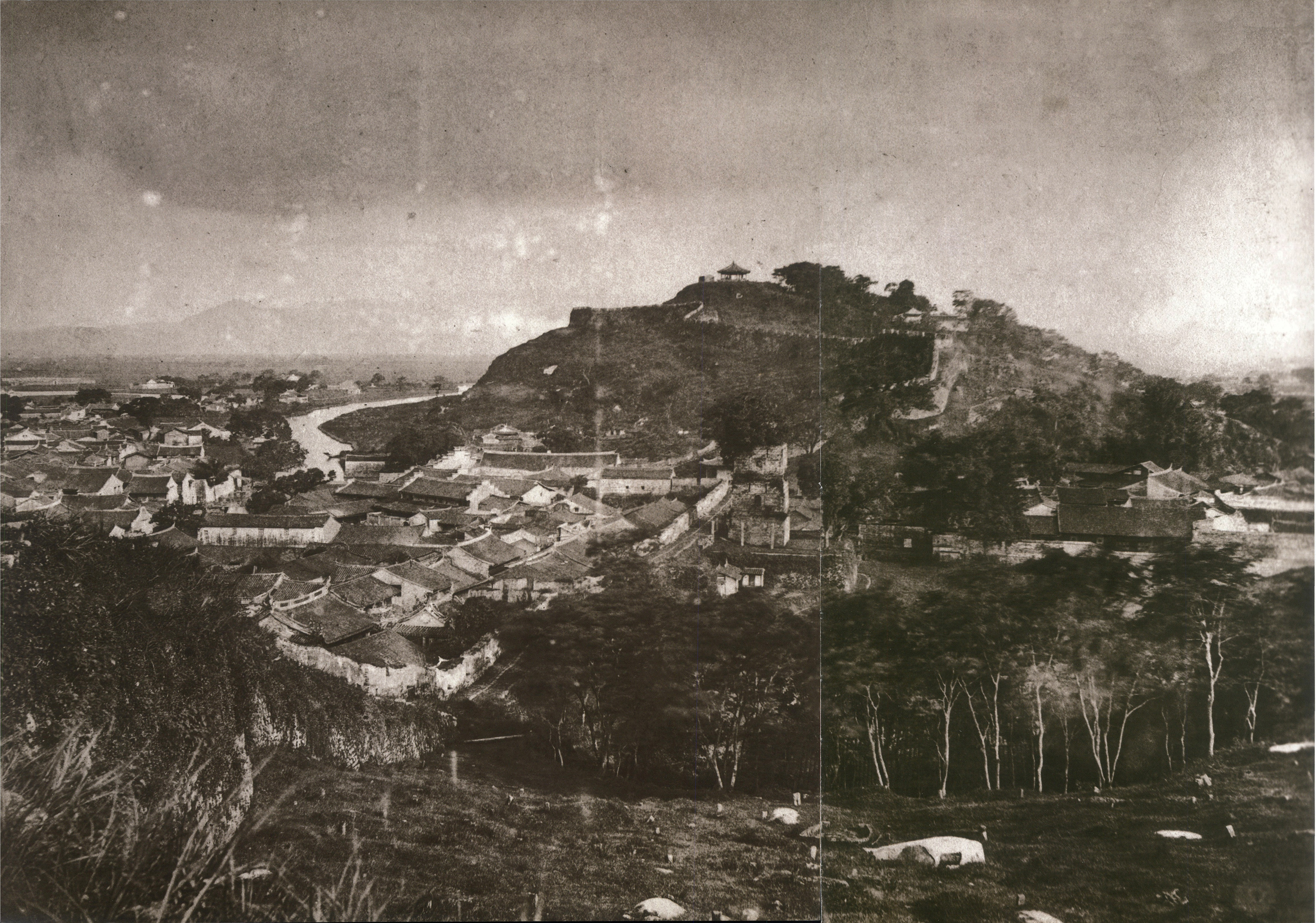
温州东城墙，沿华盖山脊而建。图中左侧可见城外护城河，中部可见东城门之镇东塔。阿查立摄

从晋朝起，瓯江、楠溪江汇合处南岸一带成为县级以上行政区（永嘉郡、温州、瑞安府、温州路、温州府）治所的所在地。围绕郡、州、府治，历代相继建筑城墙用以守御，是为温州城墙，或称郡城、州城、府城。温州城墙一千多年来位置、范围基本不变，圈定了城市的发展空间，今日温州市主城区市中心即大致在古城垣范围内。20世纪上半叶，温州城墙基本拆除，目前只留原子城城门和少量外城遗迹。

## 外城

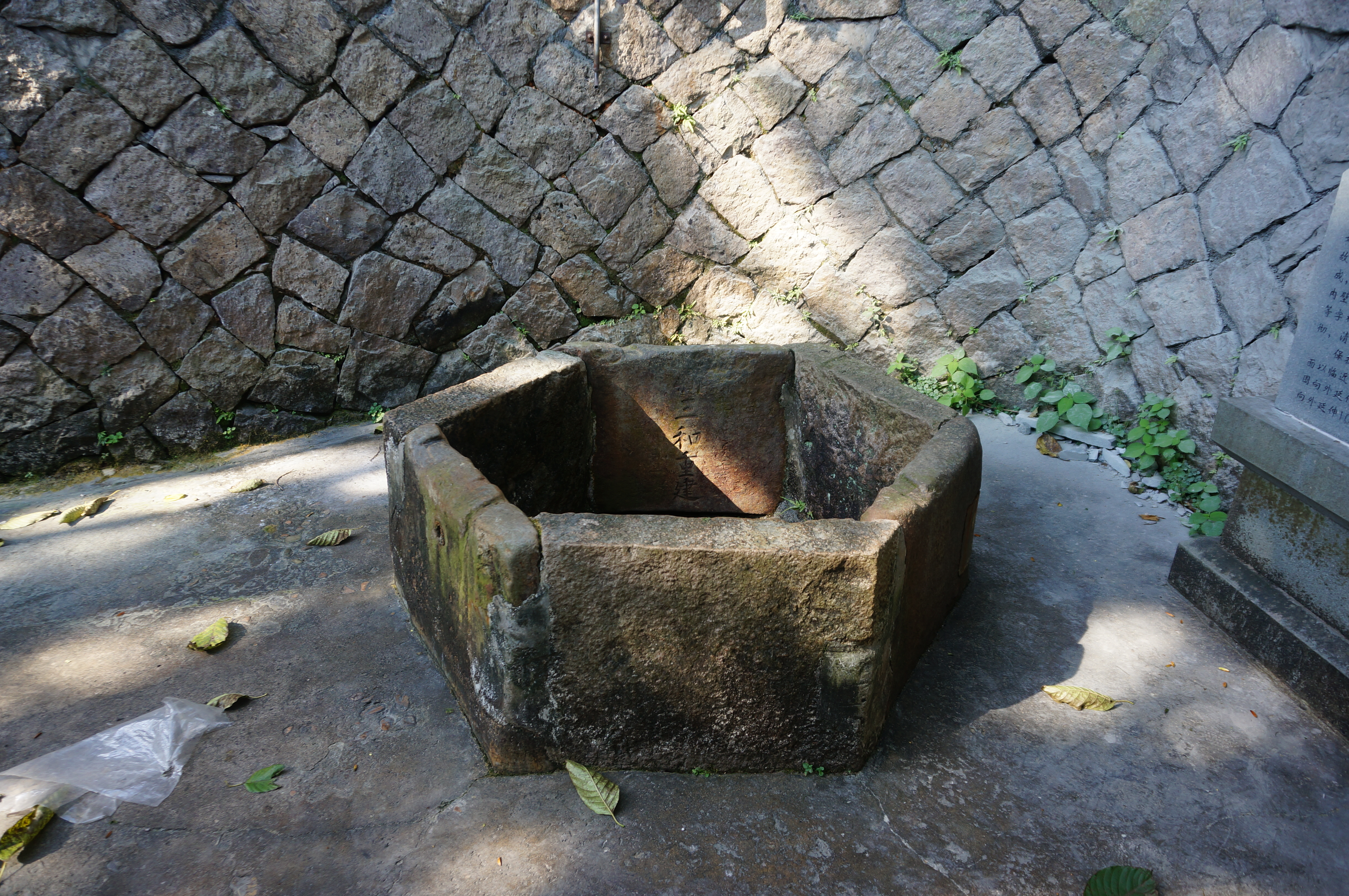
城内的二十八宿井之一

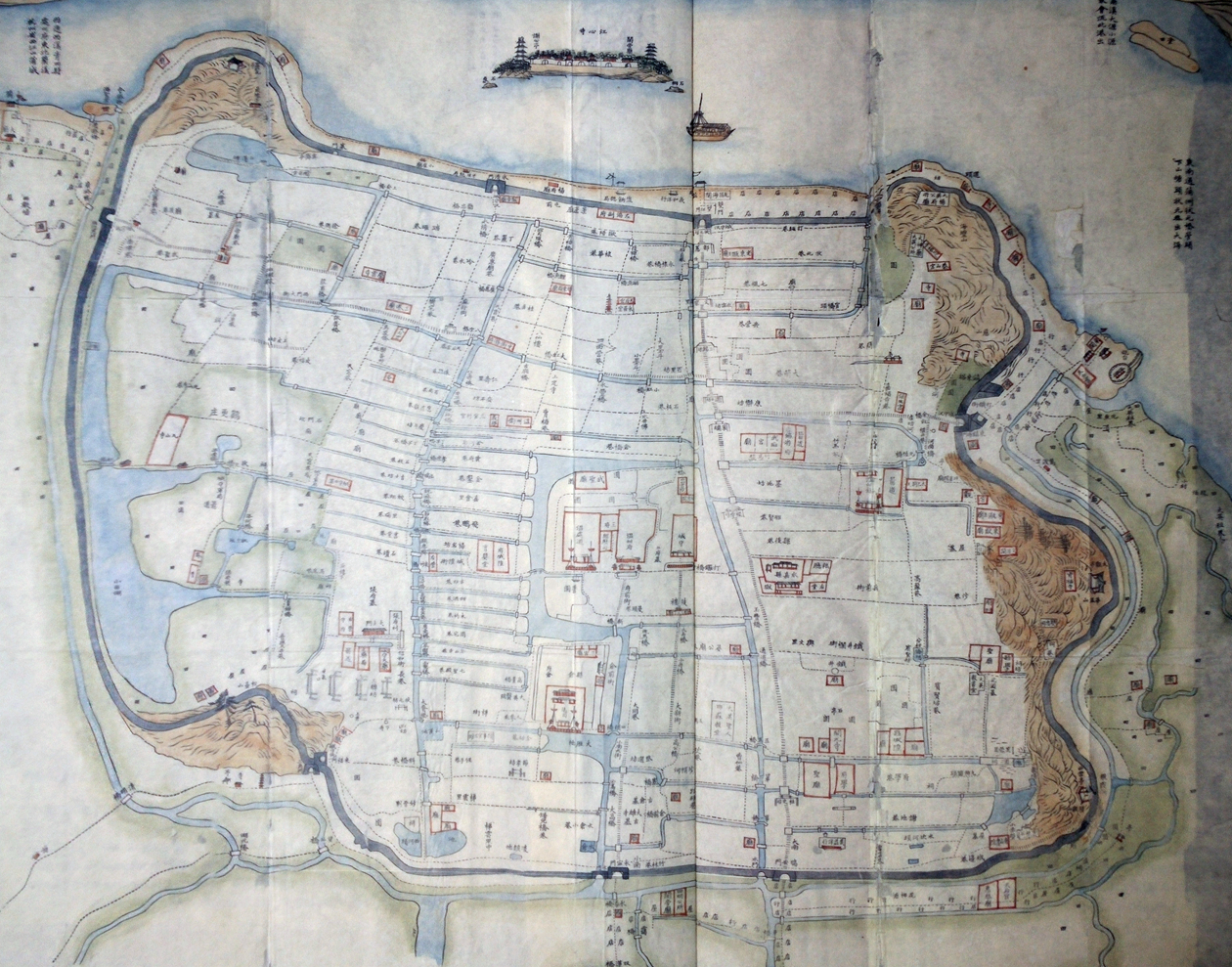
1877年瓯海关贸易报告之府城图

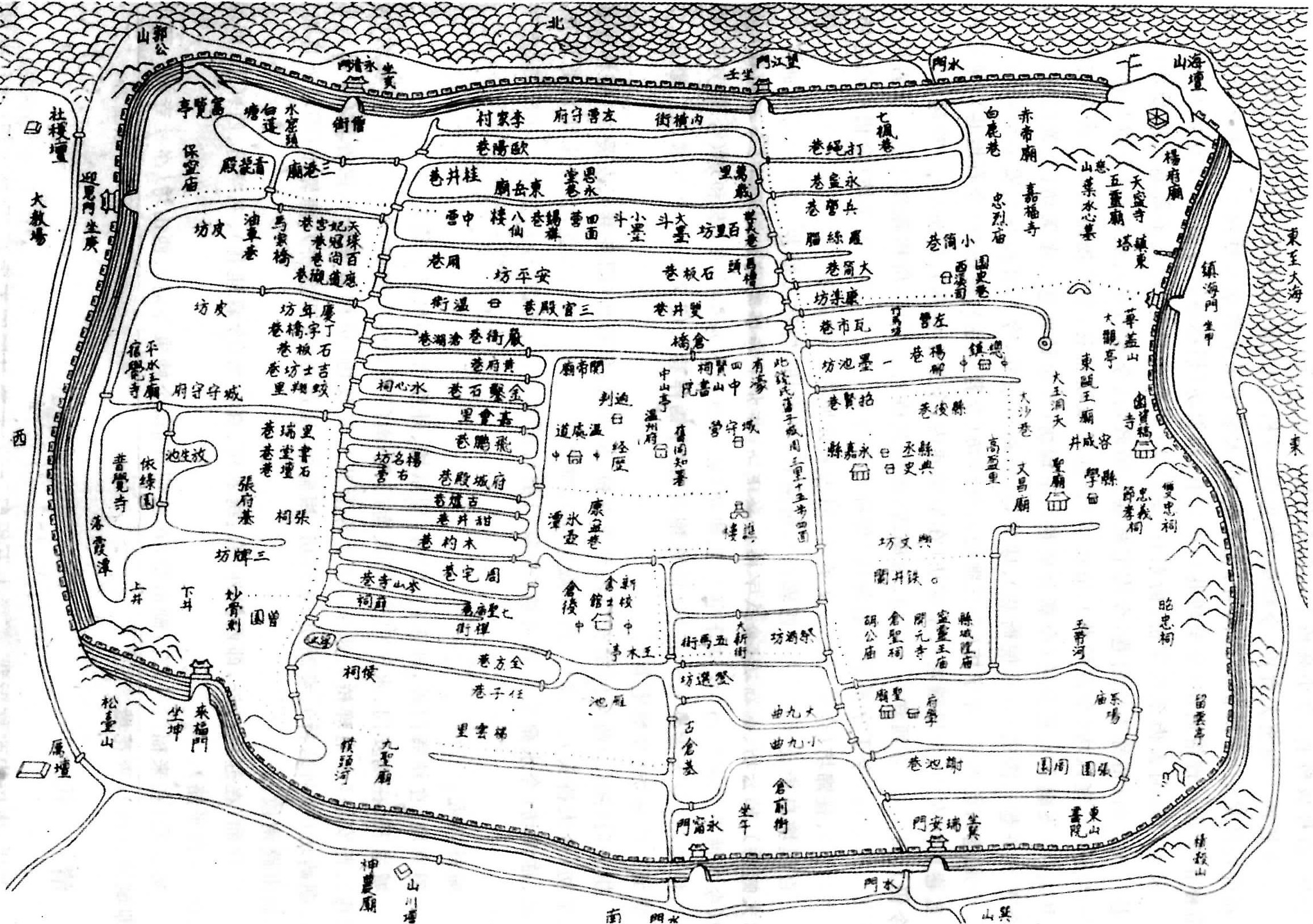
光绪八年（1882年）《永嘉县志》城池坊巷图

温州城墙的历史通常追溯至东晋郭璞。相传太宁元年（323年）永嘉郡设立后，曾邀请擅长五行、天文、卜筮之術的郭璞来择定在何处建筑城墙。郭璞最初准备在瓯江、楠溪江汇合处北岸筑城，但称量江北的土后觉得太轻，于是渡江到南岸，发现此处有九山错立，布局如同北斗，于是选定城址。城墙范围根据山川形势确定，以海坛山为东北角，郭公山为西北角，松台山为西南角，积谷山为东南角，瓯江作为北侧护城河。这四座山对应斗魁（天枢、天璇、天玑、天权），华盖山锁住斗口；城外南边巽吉山、黄土山、仁王山对应斗柄（玉衡、开阳、瑶光），灵官山对应辅星。因此别称“斗城”。城内开凿二十八口水井，对应二十八宿。建城时遇上白鹿衔花的吉兆，故又称“白鹿城”。:9
以上典故广为流传，许多事物从中得名，如城墙西北角的“郭公山”，温州市所辖主城区“鹿城区”，创作现存最早南戏剧本《张协状元》的南宋时期温州文人组织“九山书会”。但有学者指出，故事中的地理布局、山川形势等信息值得相信，但郭璞卜地的情节是直到南宋以来才出现的传说。实际上，在瓯江南岸此处筑城的历史有可能更早，可以追溯到秦汉东瓯国时期。
温州城墙建立之后，历代屡次修葺，但都没有改变城址和范围。北宋宣和曾抵御方腊军队进攻超过一个月。元、明两朝多次成功抵御倭寇进攻。
| 名称   | 曾用名 | 俗称           | 所在地今日大致方位             |
| ------ | ------ | -------------- | ------------------------------ |
| 镇海门 | 宜春门 | 东门、石窟门   | 百里路东口，海坛山与华盖山之间 |
| 瑞安门 |        | 大南门         | 解放街、人民路口               |
| 永甯门 |        | 小南门         | 府前街、人民路口               |
| 来福门 | 集云门 | 山脚门、三角门 | 来福门、人民路口，松台山东南麓 |
| 迎恩门 | 永济门 | 大西门、西郭门 | 百里路、九山路口               |
| 永清门 |        | 麻行门         | 望江路江心码头                 |
| 望江门 | 拱辰门 | 双门（朔门）   | 解放街、望江路口               |

1927年，为建设中山公园，华盖山至积谷山段城墙被拆除。之后为扩建道路，以及抗日战争期间便利市民疏散躲避空袭，其他城墙陆续拆除，至1939年大部分拆尽。东城墙辟为今环城东路，南城墙辟为今人民路，西城墙辟为今九山路，北城墙辟为今望江东路。原先四面城墙下都有护城河，现北面仍为瓯江，东、南、西三面已基本填河改路。
2004年，在解放街北口（明清望江门一带）发现晚唐五代北城门遗址，发掘出城墙、城门洞、路面等。后保护性回填。

## 子城及谯楼

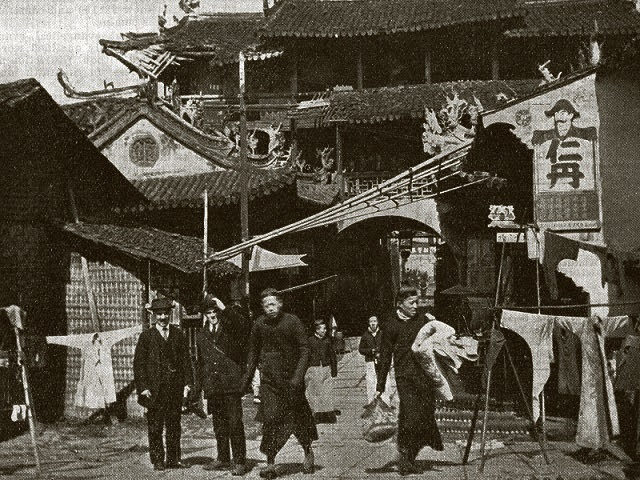
中国内地会传教士1921年所摄温州鼓楼，楼前有关帝庙和玄坛庙戏台

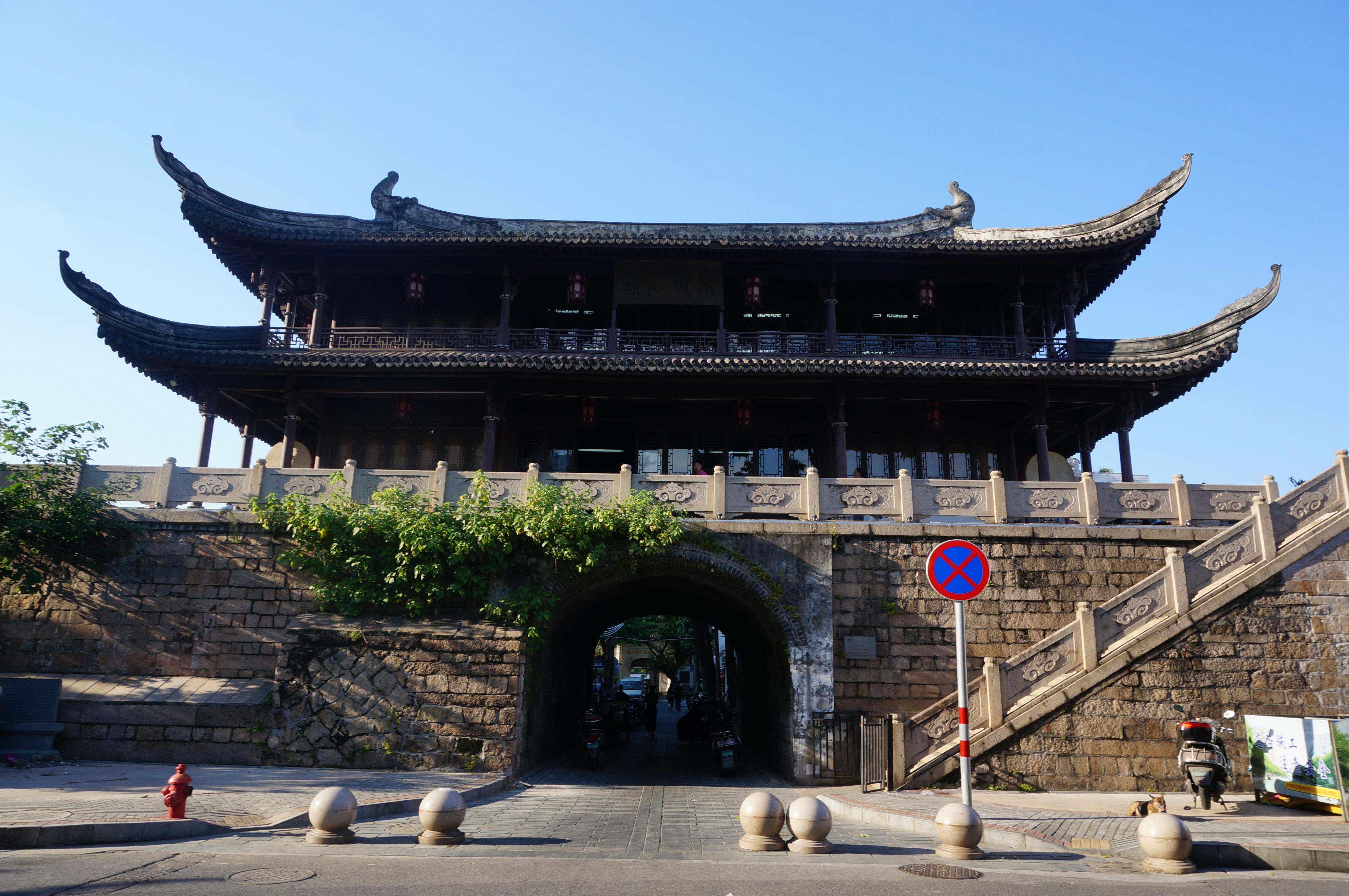
重建后的温州鼓楼

后梁开平元年（907），吴越国王钱镠之子钱元瓘镇守温州时，增筑子城，开四门。建炎四年（1130），宋高宗沿海漂泊躲避金兵，在温州先驻江心寺，后进入子城，以州治作为行宫。元至元十三年（1276），温州随南宋临安朝廷投降，元军入城后破坏子城，只留下南门。:412但子城四周护城河仍在，此后温处道、温州府衙署均在其范围内，如今则填为道路，东界近今解放街，南界即今鼓楼街、康宁路，西界即今城西街，北界即今仓桥街。
温州子城南门上建有谯楼，因此称谯门。明朝时，楼内设有铜壶刻漏，掌管全城计时标准；又设有鼓、角，每天早晚定时击鼓、吹角。因此又称鼓楼。:178-179清朝时，谯楼上设有文昌祠，谯楼东有关帝庙，谯楼西有玄坛庙，故温州旧时有谜语说：“上有孔圣人，下有弯洞门，左边看三国，右边望封神。”谜底即为鼓楼。
中华民国大陆时期，城门上改建砖木结构建筑。1925年，用作温属公立图书馆分馆。1929年，在时任永嘉县教育局长王人驹推动下，在谯楼设立县立民众教育馆，举办夜校、科普展览、抗日宣传等文教活动。:7
1949年后，谯楼改为二层楼房，用作民居，后又用作市公安局食堂。1991年，市政府决定迁移住户，重修谯楼。温州籍旅台实业家吴寿松（昌涛）捐赠50万元人民币。1994年，仿古造型的谯楼重建竣工。:7-82011年，谯楼登录浙江省文物保护单位名单。
2013年，在今谯门西侧发掘揭露出相互叠压的早期（五代）和晚期（元）子城墙遗址，并发现早期内城谯门门址，说明门洞曾向东平移20米。门洞遗址上方现覆盖建筑，用以保护与展示。

## 注解
1. ↑  今温州方言读为“双门”，写作“朔门”。
2. ↑  旧时永嘉县为附郭县，县域大略相当于今时鹿城区、瓯海区、龙湾区、永嘉县。